# Chos Malal
Chos Malal é uma cidade da Argentina, localizada ao norte da província de Neuquén. Possui uma população de 11.361 habitantes.

## História
Foi fundada em 4 de agosto de 1887 pelo coronel Manuel José Olascoaga. Chos Malal foi a capital da Territorio del Neuquén até 1904, quando a capital foi transferida para Neuquén, capital do Departamento da Confluencia.

## Geografia
Chos Malal está localizada entre o Rio Neuquén e o Rio Curi Leuvú na Cordillera del Viento.

## Clima
O clima é classificado como Continental de Altitude, com invernos frios (frequentes nevadas) e verões com dias quentes e noites frescas.
| Month                  | Jan  | Fev  | Mar  | Abr  | Mai | Jun | Jul | Ago | Set | Out  | Nov  | Dez  | Ano  |
| ---------------------- | ---- | ---- | ---- | ---- | --- | --- | --- | --- | --- | ---- | ---- | ---- | ---- |
| Temperatura Média (°C) | 21.3 | 20.2 | 17.0 | 12.6 | 9.5 | 6.5 | 6.0 | 7.2 | 9.9 | 13.5 | 17.2 | 20.2 | 13.4 |
| Fonte: Worldclimate    |      |      |      |      |     |     |     |     |     |      |      |      |      |

## Cultura
O Museu Histórico Jose Olascoaga, localizado na cidade, exibe várias partes históricas da Conquista do Deserto como documentos, equipamentos dos Soldados e objetos Mapuche.
- Este artigo foi inicialmente traduzido, total ou parcialmente, do artigo da Wikipédia em castelhano cujo título é «Chos Malal».